# L'Enfant (chanson)
Pour les articles homonymes, voir L'Enfant.
Singles de Jeanne Mas
En rouge et noir Sauvez-moi
L'Enfant est une chanson française de 1986 interprétée par Jeanne Mas. Il s'agit du deuxième extrait de l'album Femmes d'aujourd'hui.

## Historique
Le titre sort en version remixée (par Dominique Blanc-Francard) en septembre 1986. Une version longue est également commercialisée sur un maxi 45 tours. Le clip, dont le scénario est écrit par Jeanne Mas elle-même, est réalisé par Jean-Pierre Berckmans. Jeanne se dira heureuse de l'accueil du public pour cette chanson qui lui tenait particulièrement à cœur. Il faut dire que L'Enfant est l'une des rares ballades de l'album Femmes d'aujourd'hui et que son exploitation n'allait pas de soi. La chanson, en partant d'un rêve de Jeanne Mas, parle du quotidien d'un enfant vivant dans un pays en guerre.

## Formats
45 Tours (chez EMI Pathé Marconi)
- Face A : L'Enfant 4:40
- Face B : Ideali 4:09

Maxi 45 Tours
- Face A : L'Enfant (version longue) 6:45
- Face B : Ideali 4:09

## Certifications et chiffres de ventes
Bien que ce titre ne soit pas le plus marquant de la chanteuse, il s'agit d'un gros succès de l'année 1986. L'Enfant entre au Top 50 le 10 octobre 1986 et reste classé pendant 21 semaines (jusqu'en février 1987). Il atteint la 3e place (pendant 5 semaines) et s'écoule à près de 500 000 exemplaires.